# Torneo Anual 2020 de Primera División (Liga Chacarera)
El Torneo Anual Clasificatorio 2020 de Primera División, organizado por la Liga Chacarera de Fútbol, comenzará en el mes de junio, mientras que su finalización será en el mes de noviembre.
Se disputará a una dos ruedas, por el sistema de todos contra todos. El Campeón clasifica al Torneo Regional Federal Amateur 2021 y el ganador del Petit Torneo clasificará al Torneo Provincial 2021.

## Formato

### Competición
- El torneo se jugará a dos ruedas con el sistema de Todos Contra Todos.
- El equipo que se ubique en la primera ubicación de la Tabla de posiciones al finalizar el torneo, se consagrará campeón y clasificará al Torneo Regional Federal Amateur 2021
- En el caso de que dos o más equipos finalicen en el primer puesto, se deberá jugar un desempate para coronar al campeón.
- Los 4 equipos mejores ubicados en la Tabla Conjunta

### Descensos
- Los equipos que se ubiquen en la última posición de la Tabla Conjunta y de la Tabla de Promedios respectivamente, descenderán a la Primera B 2021.
- En el caso de que un equipo se encuentre último en ambas tablas, entonces quién descenderá será el 9.º de la Tabla de Promedios.

## Equipos participantes
| #  | Equipo                                        | Ciudad          | Departamento        |
| -- | --------------------------------------------- | --------------- | ------------------- |
| 1  | Club Ateneo Mariano Moreno                    | Villa Dolores   | Valle Viejo         |
| 2  | Club Deportivo Coronel Daza                   | Banda de Varela | Capital             |
| 3  | Club Defensores de Esquiú                     | Piedra Blanca   | Fray Mamerto Esquiú |
| 4  | Club Social Cultural y Deportivo El Auténtico | Catamarca       | Capital             |
| 5  | Club Atlético Independiente                   | San Antonio     | Fray Mamerto Esquiú |
| 6  | Club Social y Deportivo La Merced             | La Merced       | Paclín              |
| 7  | Club Atlético La Tercena                      | La Tercena      | Fray Mamerto Esquiú |
| 8  | Club Sportivo Los Sureños                     | Pozo El Mistol  | Valle Viejo         |
| 9  | Club Atlético San Martín                      | El Bañado       | Valle Viejo         |
| 10 | Club Sportivo Social Rojas                    | Santa Rosa      | Valle Viejo         |

### Distribución geográfica de los equipos
| Departamento        | Cant. | Equipos                                                   |
| ------------------- | ----- | --------------------------------------------------------- |
| Valle Viejo         | 4     | Ateneo M. Moreno, Los Sureños, San Martín y Social Rojas. |
| Fray Mamerto Esquiú | 3     | Defensores de Esquiú, Independiente (SA) y La Tercena.    |
| Capital             | 2     | Coronel Daza y El Auténtico.                              |
| Paclín              | 1     | La Merced.                                                |
| Total               | 10    |                                                           |

## Competición

### Tabla de posiciones
| Pos. | Equipo                      | Pts. | PJ | PG | PE | PP | GF | GC | Dif. |
| ---- | --------------------------- | ---- | -- | -- | -- | -- | -- | -- | ---- |
| 01.º | Ateneo Mariano Moreno       | 0    | 0  | 0  | 0  | 0  | 0  | 0  | 0    |
| 02.º | Coronel Daza                | 0    | 0  | 0  | 0  | 0  | 0  | 0  | 0    |
| 03.º | Defensores de Esquiú        | 0    | 0  | 0  | 0  | 0  | 0  | 0  | 0    |
| 04.º | El Auténtico                | 0    | 0  | 0  | 0  | 0  | 0  | 0  | 0    |
| 05.º | Independiente (San Antonio) | 0    | 0  | 0  | 0  | 0  | 0  | 0  | 0    |
| 06.º | La Merced                   | 0    | 0  | 0  | 0  | 0  | 0  | 0  | 0    |
| 07.º | La Tercena                  | 0    | 0  | 0  | 0  | 0  | 0  | 0  | 0    |
| 08.º | Los Sureños                 | 0    | 0  | 0  | 0  | 0  | 0  | 0  | 0    |
| 09.º | San Martín (El Bañado)      | 0    | 0  | 0  | 0  | 0  | 0  | 0  | 0    |
| 10.º | Social Rojas                | 0    | 0  | 0  | 0  | 0  | 0  | 0  | 0    |

|  | El equipo que ocupe esta posición se consagrará campeón. |

#### Evolución de las posiciones
| Equipo / Fecha        | 1  | 2 | 3 | 4 | 5 | 6 | 7 | 8 | 9 | 10 | 11 | 12 | 13 | 14 | 15 | 16 | 17 | 18 |
| --------------------- | -- | - | - | - | - | - | - | - | - | -- | -- | -- | -- | -- | -- | -- | -- | -- |
| Ateneo Mariano Moreno | 01 | - | - | - | - | - | - | - | - | -  | -  | -  | -  | -  | -  | -  | -  | -  |
| Coronel Daza          | 02 | - | - | - | - | - | - | - | - | -  | -  | -  | -  | -  | -  | -  | -  | -  |
| Defensores de Esquiú  | 03 | - | - | - | - | - | - | - | - | -  | -  | -  | -  | -  | -  | -  | -  | -  |
| El Auténtico          | 04 | - | - | - | - | - | - | - | - | -  | -  | -  | -  | -  | -  | -  | -  | -  |
| Independiente (SA)    | 05 | - | - | - | - | - | - | - | - | -  | -  | -  | -  | -  | -  | -  | -  | -  |
| La Merced             | 06 | - | - | - | - | - | - | - | - | -  | -  | -  | -  | -  | -  | -  | -  | -  |
| La Tercena            | 07 | - | - | - | - | - | - | - | - | -  | -  | -  | -  | -  | -  | -  | -  | -  |
| Los Sureños           | 08 | - | - | - | - | - | - | - | - | -  | -  | -  | -  | -  | -  | -  | -  | -  |
| San Martín            | 09 | - | - | - | - | - | - | - | - | -  | -  | -  | -  | -  | -  | -  | -  | -  |
| Social Rojas          | 10 | - | - | - | - | - | - | - | - | -  | -  | -  | -  | -  | -  | -  | -  | -  |

|  |

### Resultados
|  | - |
|  | - |
|  | - |
|  | - |
|  | - |

|  | - |
|  | - |
|  | - |
|  | - |
|  | - |

|  | - |
|  | - |
|  | - |
|  | - |
|  | - |

|  | - |
|  | - |
|  | - |
|  | - |
|  | - |

|  | - |
|  | - |
|  | - |
|  | - |
|  | - |

|  | - |
|  | - |
|  | - |
|  | - |
|  | - |

|  | - |
|  | - |
|  | - |
|  | - |
|  | - |

|  | - |
|  | - |
|  | - |
|  | - |
|  | - |

|  | - |
|  | - |
|  | - |
|  | - |
|  | - |

|  | - |
|  | - |
|  | - |
|  | - |
|  | - |

|  | - |
|  | - |
|  | - |
|  | - |
|  | - |

|  | - |
|  | - |
|  | - |
|  | - |
|  | - |

|  | - |
|  | - |
|  | - |
|  | - |
|  | - |

|  | - |
|  | - |
|  | - |
|  | - |
|  | - |

|  | - |
|  | - |
|  | - |
|  | - |
|  | - |

|  | - |
|  | - |
|  | - |
|  | - |
|  | - |

|  | - |
|  | - |
|  | - |
|  | - |
|  | - |

|  | - |
|  | - |
|  | - |
|  | - |
|  | - |

|  |

## Tabla Conjunta
| Pos. | Equipos                | APERT. | ANUAL | TOTAL | PJ | PG | PE | PP | GF | GC | DG |
| ---- | ---------------------- | ------ | ----- | ----- | -- | -- | -- | -- | -- | -- | -- |
| 1.   | Ateneo Mariano Moreno  | -      | -     | -     | -  | -  | -  | -  | -  | -  | -  |
| 2.   | Coronel Daza           | -      | -     | -     | -  | -  | -  | -  | -  | -  | -  |
| 3.   | Defensores de Esquiú   | -      | -     | -     | -  | -  | -  | -  | -  | -  | -  |
| 4.   | El Auténtico           | -      | -     | -     | -  | -  | -  | -  | -  | -  | -  |
| 5.   | Independiente (SA)     | -      | -     | -     | -  | -  | -  | -  | -  | -  | -  |
| 6.   | La Merced              | -      | -     | -     | -  | -  | -  | -  | -  | -  | -  |
| 7.   | La Tercena             | -      | -     | -     | -  | -  | -  | -  | -  | -  | -  |
| 8.   | Los Sureños            | -      | -     | -     | -  | -  | -  | -  | -  | -  | -  |
| 9.   | San Martín (El Bañado) | -      | -     | -     | -  | -  | -  | -  | -  | -  | -  |
| 10.  | Social Rojas           | -      | -     | -     | -  | -  | -  | -  | -  | -  | -  |

|  | Campeón del Torneo Anual 2020, clasificado al Torneo Regional Federal Amateur 2021. |
|  | Clasificados al Petit Torneo 2020.                                                  |
|  | Desciende a la Primera B 2021.                                                      |

## Tabla de Promedios
| Pos. | Equipos               | Promedio | Apert. 19 | Anual 19 | Apert. 20 | Anual 20 | Total | PJ |
| ---- | --------------------- | -------- | --------- | -------- | --------- | -------- | ----- | -- |
| 1.º  | Coronel Daza          | 2,259    | 22        | 39       | -         | -        | 61    | 27 |
| 2.º  | San Martín            | 2,185    | 16        | 43       | -         | -        | 59    | 27 |
| 3.º  | Defensores de Esquiú  | 1,592    | 24        | 19       | -         | -        | 43    | 27 |
| 4.º  | Social Rojas          | 1,555    | 17        | 25       | -         | -        | 42    | 27 |
| 5.º  | Los Sureños           | 1,518    | 16        | 25       | -         | -        | 41    | 27 |
| 6.º  | La Merced             | 1,296    | 13        | 22       | -         | -        | 35    | 27 |
| 7.º  | Independiente (SA)    | 1,037    | 4         | 24       | -         | -        | 28    | 27 |
| 8.º  | La Tercena            | 0,925    | 10        | 15       | -         | -        | 25    | 27 |
| 9.º  | Ateneo Mariano Moreno | 0,000    | —         | —        | -         | -        | 0     | 0  |
| 10.º | El Auténtico          | 0,000    | —         | —        | -         | -        | 0     | 0  |

     Desciende a la Primera B 2021.

## Estadísticas

### Goleadores
| Jugador              | Equipo | Goles |
| -------------------- | ------ | ----- |
| -                    | -      | -     |
| Bandera de Argentina |        |       |
| Bandera de Argentina |        | -     |
| Actualizado al abril |        |       |

| Bandera de Argentina |
| Bandera de Argentina |
| Bandera de Argentina |